# Throwdown (Хор)
Throwdown (рус. Отвязные танцы) — седьмой эпизод первого сезона американского музыкального телесериала «Хор», показанный телеканалом Fox 14 октября 2009 года. Эпизод был срежиссирован Райаном Мёрфи на основе сценария Брэда Фэлчака и рассказывает о конфронтации руководителя хора Уилла Шустера с тренером команды поддержки Сью Сильвестр, которую назначили содиректором хора. В серии исполнено пять кавер-версий, четыре из которых выпущены в качестве синглов и доступны для скачивания в сети, а также включены в альбом Glee: The Music, Volume 1.

## Сюжет
Сью Сильвестр (Джейн Линч), назначенная на должность соруководителя хора, решает разделить студентов на две группы и настроить их против Уилла Шустера (Мэтью Моррисон). Вместо ожидаемых популярных хористов Сью выбирает «изгоев» — Сантану (Ная Ривера), основываясь на её латиноамериканском происхождении, Арти (Кевин Макхейл), из-за того, что он инвалид, Курта (Крис Колфер) из-за его нетрадиционной ориентации, Тину (Дженна Ашковиц) и Майка (Гарри Шам-младший) из-за их китайского происхождения, Мерседес (Эмбер Райли) и Мэтта (Диджон Тэлтон) из-за их афроамериканской внешности. В результате этого в команде Шустера остаются Рейчел (Лиа Мишель), Финн (Кори Монтейт), Куинн (Дианна Агрон), Бриттани (Хизер Моррис) и Пак (Марк Саллинг). Сью убеждает их, что им не дают сольных партий в хоре из-за скрытой дискриминации расовых и сексуальных меньшинств в коллективе.
Финн посещает УЗИ вместе с Куинн и узнаёт, что она ждёт девочку. Он предлагает назвать ребёнка необычным именем Дриззл, однако Куинн непреклонна и раздражается от того, что Финн не понимает всей серьёзности ситуации. Тем временем Уилл, следуя примеру Финна, просит свою жену сходить на УЗИ вместе с ним, чтобы он мог увидеть своего ребенка. Терри, которая симулирует беременность, при помощи своей сестры Кендры (Дженнифер Аспен) шантажирует врача гинекологии, который подделывает ультразвуковую сонограмму и показывает запись УЗИ Куинн. План Терри удаётся, и Шустер не подозревает о ложной беременности.
Школьный корреспондент Джейкоб Бен Израэль (Джош Сассман) узнаёт о беременности Куинн. Чтобы Джейкоб не проболтался всей школе, Рейчел соглашается выполнить его условие и дать ему своё нижнее бельё. Когда хористы покидают команду в знак протеста руководству Сью, она уходит с поста соруководителя, однако разрешает Джейкобу рассказать студентам, что Куинн беременна. Куинн в слезах убегает из коридора, а серия заканчивается исполнением хористами композиции «Keep Holding On» певицы Аврил Лавин, чтобы поддержать Куинн.

## Реакция
Эпизод посмотрели 7, 65 млн американских телезрителей, а процентный рейтинг просмотров составил 3.4/9 в возрастной категории от 18 до 49 лет. В Канаде эпизод занял 26 строчку среди самых популярных программ, с 1,4 млн просмотрами зрителей. В Великобритании серию посмотрели 2,66 млн человек, что сделало его самым рейтинговым шоу в недельной сетке телеканалов E4 и E4 +1, а также самым популярной телепередачей на кабельных каналах страны в целом за неделю. «Throwdown» получил смешанные отзывы критиков. Сюжет с беременностью был негативно оценён обозревателем Entertainment Weekly Кеном Такером и Шейной Малкольм из Los Angeles Times. Реймонд Фландерс из The Wall Street Journal оценил сольное исполнение Куинн композиции группы The Supremes «You Keep Me Hangin' On», хотя финальная песня «Keep Holding On» стала наиболее популярным номером серии. Критики оценили игру Джейн Линч, в частности Фландерс и рецензент сайта Zap2it Лиз Прадо назвали её «достойной Эмми».